# Калхун (окръг, Алабама)
Окръг Калхун (на английски: Calhoun County) е окръг в щата Алабама, Съединени американски щати. Площта му е 1585 km², а населението – 116 441 души (1 април 2020). Административен център е град Анистън.